# Into the Woods (película)
Into the Woods es una película estadounidense del género musical producida por Walt Disney Pictures, dirigida por Rob Marshall, escrita por James Lapine (escritor del libreto del musical original) y protagonizada en los papeles principales por Meryl Streep, Emily Blunt, James Corden, Anna Kendrick, Chris Pine y Johnny Depp como el lobo; en los secundarios, Mackenzie Mauzy, Lilla Crawford, Billy Magnussen y Daniel Huttlestone. Basado en el aclamado homónimo musical de Broadway con música y letra de Stephen Sondheim y libreto de James Lapine, se centra en un matrimonio de panaderos que no pueden tener hijos, quienes se proponen acabar con esta maldición colocada sobre ellos por una bruja vengativa. Into the Woods se estrenó el 25 de diciembre de 2014 en Estados Unidos, y es la primera adaptación teatral de Disney de un musical de Broadway. La película recibió tres nominaciones a los Premios Óscar: mejor actriz de reparto (Meryl Streep), mejor diseño de producción y mejor diseño de vestuario, sin embargo, Streep perdió ante Patricia Arquette por la película Boyhood y El Gran Hotel Budapest.

## Argumento
Un panadero y su esposa desean tener un hijo, pero sufren bajo una maldición de infertilidad puesta sobre su familia por una Bruja que descubrió al padre del panadero robando en su jardín, a causa del antojo de vegetales de su esposa embarazada.
La bruja reclama como pago por el robo el hijo que cargaba su esposa en el vientre.
El padre del panadero también robó algunas judías, judías especiales, que causaron que la madre de la Bruja la castigara con una maldición de fealdad por perderlos. 
La Bruja ofrece romper la maldición, pero solo si el Panadero y su esposa obtienen cuatro elementos críticos para ella: una vaca blanca como la leche, una capa roja como la sangre, cabello amarillo como el maíz, y una zapatilla pura como el oro. 
La Bruja más tarde le dice al Panadero que le encomendó que hiciera esta tarea para ella porque a ella no se le permite tocar ninguno de los objetos.
Las demandas de la Bruja eventualmente llevan al Panadero y a su esposa a encontrarse con Jack, que está vendiendo a su amada vaca Milky White y al que el Panadero le ofrece los judías mágicas que le dejó su padre (que fueron robados de la Bruja). 
Luego de que la madre de Jack los lanzara a la basura crecen en una gran planta de judías. Caperucita Roja, se detiene para comprar dulces en la panadería en su camino a casa de la abuela, su capa roja se convierte el otro de los ingredientes de la poción luego de que el Panadero la salvara junto a su abuela del lobo. 
Rapunzel, con cabello amarillo como el maíz es descubierta por la esposa del panadero mientras escuchaba una conversación entre los príncipes; y con Cenicienta, que también se encuentra con la esposa del Panadero mientras huía del Baile, el zapato puro como el oro.
Después de una serie de intentos fallidos y desventuras, el Panadero y su esposa finalmente son capaces de reunir los elementos necesarios para romper el hechizo. 
Mientras tanto, cada uno de los otros personajes recibe su "final feliz": Cenicienta se casa con el príncipe; Jack ofrece a su madre el robo de las riquezas del Gigante en el cielo, y asesina al Gigante cortando la planta de judías; Caperucita Roja y su abuela son salvadas del Lobo Feroz; y la Bruja recupera su juventud y belleza después de beber la poción.
Sin embargo, cada uno de los personajes descubre que su "felices para siempre" no es tan feliz: el Panadero está preocupado porque teme ser un mal padre para su hijo recién nacido; la esposa del panadero es seducida temporalmente por el Príncipe; Cenicienta está desencantada con el Príncipe infiel; y la Bruja se entera de que ha perdido sus poderes con su juventud y belleza restaurada. 
El crecimiento de una segunda planta de judías a partir de la última judía mágica restante permite a la Esposa del Gigante bajar y amenazar al reino y sus habitantes si no entregan a Jack en recompensa del asesinato de su esposo. 
Los personajes debaten sobre la moralidad de entregar a Jack. En el proceso, la madre de Caperucita Roja y la abuela, la madre de Jack, y la esposa del panadero son asesinadas. 
Los personajes se culpan rápidamente entre sí por sus acciones individuales que condujeron a la tragedia, en última instancia, culpan a la Bruja por sembrar las judías en primer lugar. 
Ella los maldice por su incapacidad para aceptar su responsabilidad individual, lanza sus restos de judías y desaparece en el suelo, invocando a un gran pozo de alquitrán hirviendo en el proceso.
Los personajes restantes se resuelven a asesinar a la amenazante Esposa del Gigante, aunque Cenicienta y el Panadero tratan de explicar a la angustiada Caperucita Roja y a Jack la compleja moralidad del acto de retribución y de la venganza.
Los personajes atraen a la Esposa del Gigante en pararse en el pozo de alquitrán en el que, finalmente, tropieza y cae a su muerte.
La Esposa del Gigante es asesinada, y los personajes siguen adelante con sus vidas arruinadas: el Panadero, pensando en su esposa, se determina a ser un buen padre; Cenicienta deja al Príncipe y decide ayudar al Panadero; y Jack y Caperucita Roja, ahora huérfanos, viven con el Panadero y Cenicienta. 
El hijo del Panadero comienza a llorar y el Panadero comienza a contar su historia a su hijo: "Había una vez ..." Mientras tanto, la Bruja canta a la audiencia una moraleja: "Cuidado con lo que dices y haces, los niños escucharán", lo que significa que los niños pueden cambiar debido a las acciones y los comportamientos de los padres.
La película termina con el elenco cantando el final y se cierra con Cenicienta cantando "Deseo".

## Reparto
- Meryl Streep como La Bruja.
- Emily Blunt como La Esposa del Panadero.
- James Corden como El Panadero.
- Anna Kendrick como Cenicienta.
- Chris Pine como El Príncipe Azul de Cenicienta.
- Tracey Ullman como La Madre de Jack.
- Christine Baranski como La Malvada Madrastra de Cenicienta.
- Johnny Depp como El Lobo Feroz.
- Lilla Crawford como Caperucita Roja.
- Daniel Huttlestone como Jack.
- MacKenzie Mauzy como Rapunzel.
- Billy Magnussen como El Príncipe Azul de Rapunzel.
- Tammy Blanchard como Florinda, la primera hermanastra de Cenicienta.
- Lucy Punch como Lucinda, la segunda hermanastra de Cenicienta.
- Frances de la Tour como La Esposa del Gigante.
- Richard Glover como El Senescal.
- Joanna Riding como La Madre de Cenicienta.
- Annette Crosbie como La Abuela de Caperucita Roja.
- Simon Russell Beale como El Padre del Panadero.
- Tug como Milky-White.

## Producción

### Desarrollo en Columbia

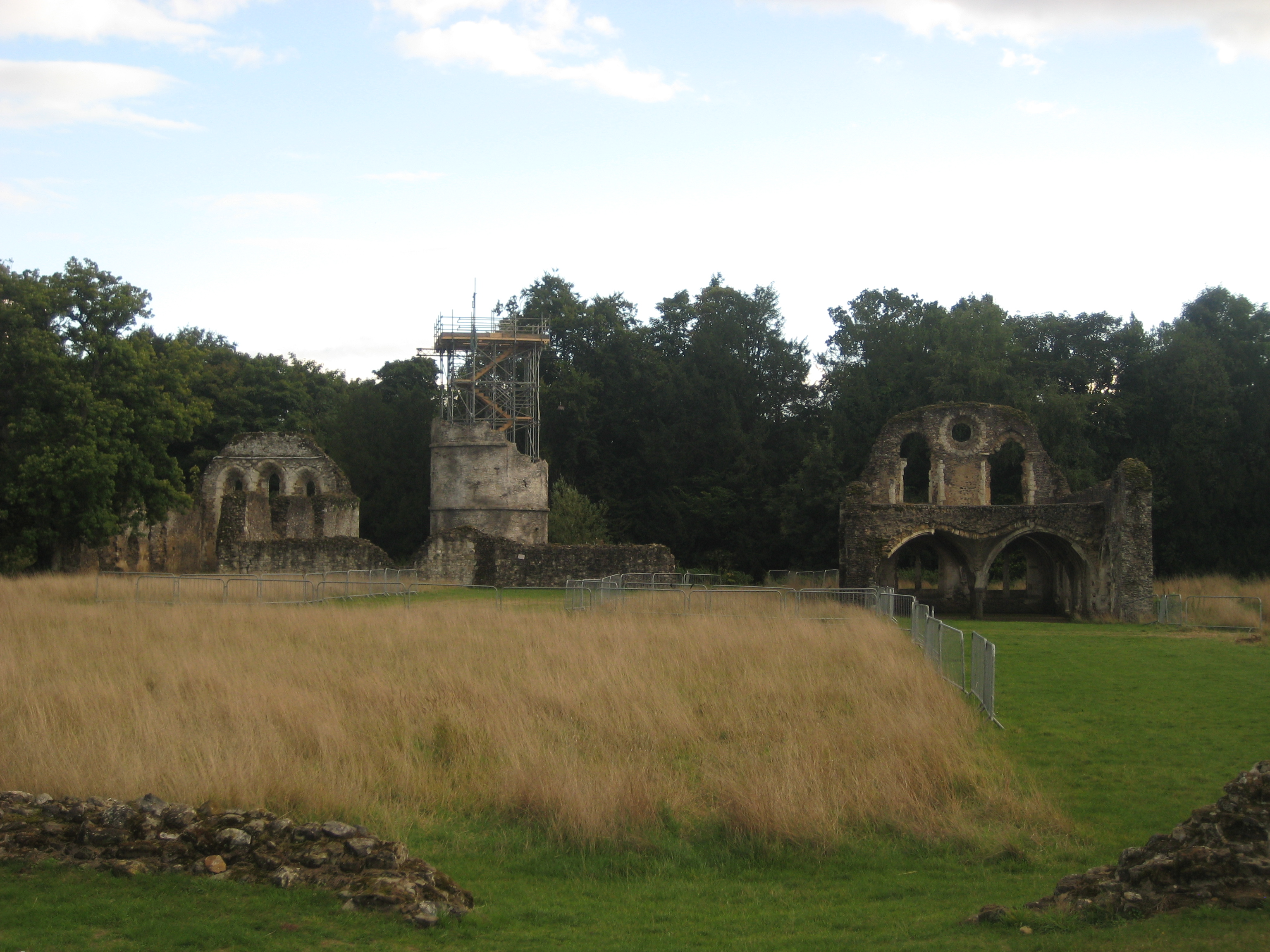
Set de Filmación (Into the Woods - Waverley Abbey)

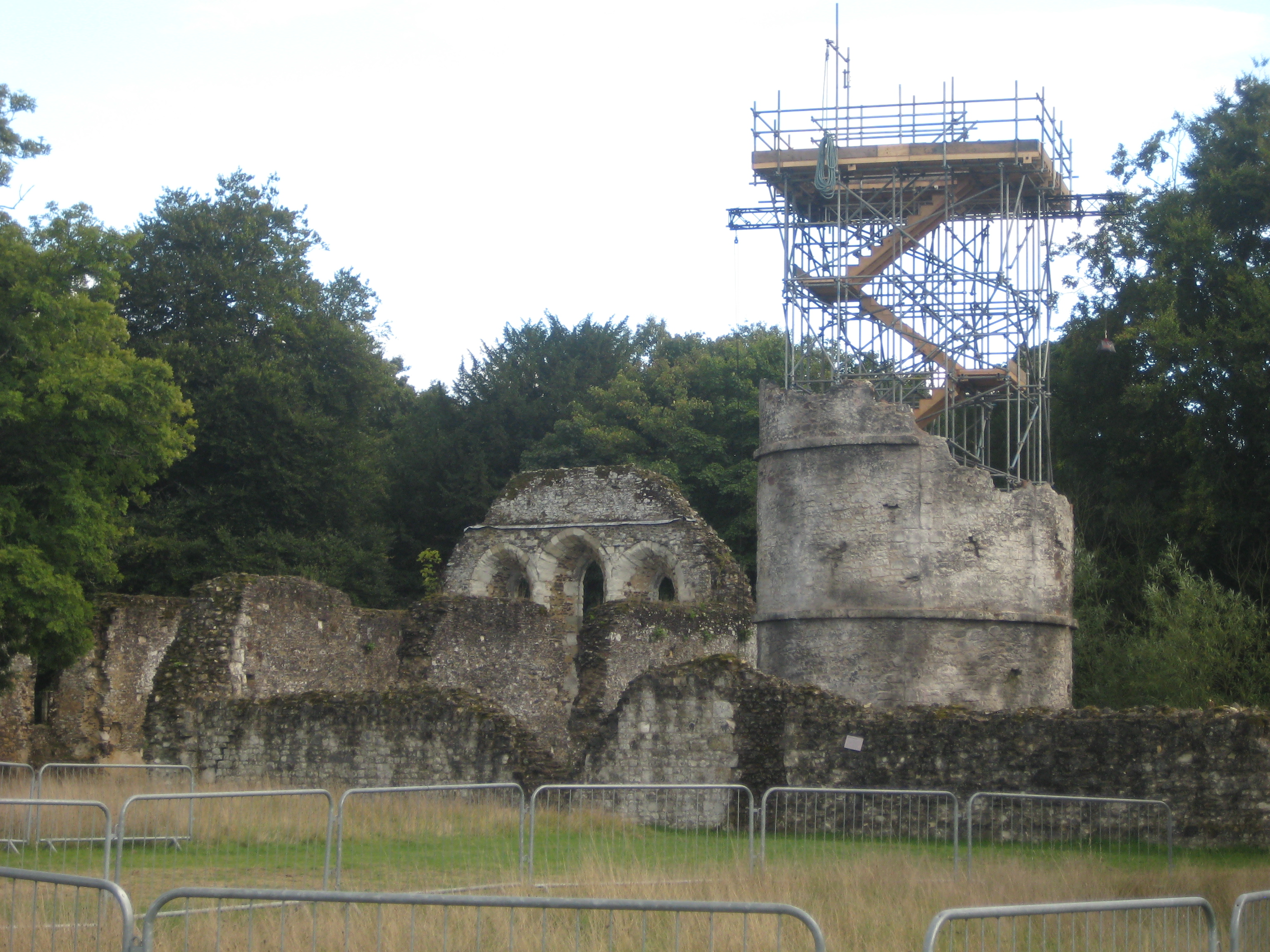
Set de Filmación (Into the Woods - Torre de Rapunzel)

Los primeros intentos de la adaptación de la película Into the Woods se produjeron en la década de 1990, con un guion escrito por Lowell Ganz y Babaloo Mandel. Esos escritos tenían como incluidos a Robin Williams como El Panadero, Goldie Hawn como La esposa del panadero, Cher como La bruja, Danny DeVito como El gigante, Steve Martin como El lobo y Roseanne Barr como La madre de Jack. En 1991, Columbia Pictures y Jim Henson Productions también estaban desarrollando una adaptación cinematográfica con Craig Zadan como productor y Rob Minkoff como director. En 1997, Columbia pone la película en marcha, con Minkoff conectado como director y Susan Sarandon, Billy Crystal y Meg Ryan, según informes, en las conversaciones como protagonistas. Después del informe de Variety, una adaptación al cine de Into the Woods permaneció inactiva durante 15 años.

### Desarrollo en Disney
En enero de 2012, Rob Marshall fue contratado para dirigir una nueva adaptación de la comedia musical de Walt Disney Pictures, con James Lapine escribiendo el guion y Stephen Sondheim "con expectativas" a escribir nuevas canciones. El ganador del Premio Óscar Dion Beebe, con quién previamente había colaborado en Chicago, Memorias de una geisha y Nine se encargará de la fotografía de la película. Stephen Sondheim ha confirmado que está escribiendo una nueva canción para la película. Walt Disney Studios Motion Pictures confirmó en el 2013, que la película ya había sido contemplada para estrenarse en el día de Navidad de 2014.
Con el respaldo de Disney, y una actualización del guion, dirigido por Marshall, tuvo lugar en octubre de 2012; con Nina Arianda como la esposa del panadero, Victoria Clark como la Madre de Cenicienta/Granny/Gigante, James Corden como el panadero, Donna Murphy como la bruja, Christine Baranski como la madrastra de la Cenicienta, Tammy Blanchard como Florinda, Iván Hernández como el lobo, Megan Hilty como Lucinda, Cheyenne Jackson como el príncipe de Rapunzel, Allison Janney como la madre de Jack, Anna Kendrick como Cenicienta, Michael McGrath como Steward/Hombre misterioso, Laura Osnes como Rapunzel, Taylor Trensch como Jack, Casey Whyland como Caperucita roja y Patrick Wilson como el príncipe de la Cenicienta. Posteriormente aparecieron informes en enero de 2013 que Meryl Streep había sido elegida para interpretar a la bruja. Durante ese mes, se informó de que había sido confirmada Janney para unirse a la película.Cinco meses después, Tracey Ullman fue elegida como la madre de Jack en el lugar de Janney. En abril del de 2013, Johnny Depp estaba en negociaciones finales, junto con Streep, para unirse a la película. En mayo, James Corden, quien ya había leído el guion, estaba en conversaciones para desempeñar el papel del panadero. El 10 de mayo, Disney confirmó el casting de Streep, Depp y Corden como la bruja, el lobo feroz y el panadero, respectivamente.Ese mismo mes, Emily Blunt y Christine Baranski fueron lanzadas como esposa del Panadero y madrastra de Cenicienta, respectivamente, mientras que Jake Gyllenhaal y Chris Pine entraron en negociaciones para interpretar a los príncipes.Sin embargo, Gyllenhaal dejó la película debido a conflictos con otra película, Nightcrawler y posteriormente fue reemplazado por Billy Magnussen. Un mes más tarde, Anna Kendrick inició conversaciones para interpretar a Cenicienta en la película. En julio, Mackenzie Mauzy, Tammy Blanchard, Lucy Punch y Daniel Huttlestone formando parte del elenco. Sophia Grace Brownlee fue lanzada originalmente como Caperucita Roja.El personaje de Brownlee tiene una controversia debido a su edad y el trasfondo sexual presente entre roja y el lobo. Reparto oficial de la película y Sinopsis de la trama fueron revelados en la Expo D23 en 10 de agosto de 2013. En 16 de septiembre de 2013, Lilla Crawford fue confirmado como el personaje de Caperucita Roja, a pesar de los informes anteriores sugiriendo Brownlee. Más adelante, Dominic Brownlee habló sobre su hija, la retirada de Sophia Grace de la película diciendo: "después de considerarlo cuidadosamente, los padres de Sophia Grace, pensamos que a medida que los ensayos avanzaban era demasiado joven para esta parte. Fue una decisión conjunta entre nosotros y el director y productor de Into the woods a retirar Sophia Grace de la película". Otras fundiciones de Richard Glover, Frances de la Tour, Simon Russell Beale, Joanna Riding y Annette Crosbie fueron anunciados más tarde el mismo día.

## Rodaje
La película comenzó su rodaje principal en los estudios Shepperton de Londres en septiembre de 2013, otra parte del rodaje tuvo lugar en el castillo de Dover, la Abadía de Waverley y Richmond Park. El rodaje concluyó el 27 de noviembre de 2013. Pero el 14 de julio de 2014, Steve Baldwin publicó en un sitio de redes sociales que continuarían filmando durante todo el mes de julio y agosto, sin embargo, Rob Marshall negó que la película necesitara nuevos rodajes. Hubo tres días de rodaje con material nuevo que había sido eliminado y volvieron a agregar secuencias al guion después de que Disney proyectara la película.

## Estreno
La primera presentación oficial de la compañía de la película llevó a cabo en el 2013 Disney D23 expo. El tráiler oficial en inglés debutó el 31 de julio de 2014.
La película se estrenó en los Estados Unidos el 25 de diciembre de 2014. Varios sitios web anunciaron que se estrenará en España y en América Latina en febrero de 2015. Un tráiler de la versión que se proyectará en España ya muestra los diálogos doblados al español (con acento peninsular) y las canciones subtituladas.
Un sitio web de Argentina publicó un póster oficial en el que el título aparece traducido como ‘En el bosque’.
En Chile la película también se distribuyó con el nombre de ‘En el bosque’

## Premios y nominaciones
| Premio                                   | Categoría                          | Receptores                                                                    | Resultado | Ref(s) |
| ---------------------------------------- | ---------------------------------- | ----------------------------------------------------------------------------- | --------- | ------ |
| Premios Óscar                            | Mejor actriz de reparto            | Meryl Streep                                                                  | Nominada  | [ 17 ] |
| Premios Óscar                            | Mejor vestuario                    | Colleen Atwood                                                                | Nominada  | [ 17 ] |
| Premios Óscar                            | Mejor diseño de producción         | Dennis Gassner, Anna Pinnock                                                  | Nominada  | [ 17 ] |
| Premios de la Crítica Cinematográfica    | Mejor actriz de reparto            | Meryl Streep                                                                  | Nominada  | [ 18 ] |
| Premios de la Crítica Cinematográfica    | Mejor reparto                      | Mejor reparto                                                                 | Nominados | [ 18 ] |
| Premios de la Crítica Cinematográfica    | Mejor dirección de arte            | Diseño de producción: Dennis Gassner                                          | Nominada  | [ 18 ] |
| Premios de la Crítica Cinematográfica    | Mejor dirección de arte            | Decoradora: Anna Pinnock                                                      | Nominada  | [ 18 ] |
| Premios de la Crítica Cinematográfica    | Mejor vestuario                    | Colleen Atwood                                                                | Nominada  | [ 18 ] |
| Premios de la Crítica Cinematográfica    | Mejor maquillaje y peluquería      | Mejor maquillaje y peluquería                                                 | Nominada  | [ 18 ] |
| Premios Satellite                        | Mejor reparto                      | Mejor reparto                                                                 | Nominados | [ 19 ] |
| Premios Satellite                        | Mejor vestuario                    | Colleen Atwood                                                                | Nominada  | [ 19 ] |
| Premios Satellite                        | Mejores efectos visuales           | Christian Irles, Matthew Johnson, Stefano Pepin                               | Nominados | [ 19 ] |
| Premios Satellite                        | Mejor sonido                       | Blake Leyh, John Casali, Michael Keller, Mike Prestwood Smith, Renee Tondelli | Nominados | [ 19 ] |
| Asociación de Críticos de Washingto DC.  | Mejor reparto                      | Mejor reparto                                                                 | Nominados | [ 20 ] |
| Asociación de Críticos de Washingto DC.  | Mejor dirección de arte            | Diseño de producción: Dennis Gassner                                          | Nominada  | [ 20 ] |
| Asociación de Críticos de Washingto DC.  | Mejor dirección de arte            | Decoradora: Anna Pinnock                                                      | Nominada  | [ 20 ] |
| Asociación de Críticos de Phoenix        | Mejor reparto                      | Mejor reparto                                                                 | Nominados | [ 21 ] |
| Asociación de Críticos de Phoenix        | Mejor película familiar            | Mejor película familiar                                                       | Ganadora  | [ 21 ] |
| Asociación de Críticos de Phoenix        | Mejor actriz joven                 | Lilla Crawford                                                                | Ganadora  | [ 21 ] |
| Asociación de Críticos de Phoenix        | Mejor fotografía                   | Dion Beebe                                                                    | Nominado  | [ 21 ] |
| Asociación de Críticos de Phoenix        | Mejor montaje                      | Wyatt Smith                                                                   | Nominado  | [ 21 ] |
| Asociación de Críticos de Phoenix        | Mejor vestuario                    | Colleen Atwood                                                                | Nominada  | [ 21 ] |
| Asociación de Críticos de Phoenix        | Mejor actor joven                  | Daniel Huttlestone                                                            | Nominado  | [ 21 ] |
| American Film Institute                  | Película del año                   | Película del año                                                              | Ganadora  | [ 22 ] |
| Premios Globos de Oro                    | Mejor película - Comedia o musical | Mejor película - Comedia o musical                                            | Nominada  | [ 23 ] |
| Premios Globos de Oro                    | Mejor actriz - Comedia o musical   | Emily Blunt                                                                   | Nominada  | [ 23 ] |
| Premios Globos de Oro                    | Mejor actriz de reparto            | Meryl Streep                                                                  | Nominada  | [ 23 ] |
| Premios del Sindicato de Actores de Cine | Mejor actriz de reparto            | Meryl Streep                                                                  | Nominada  | [ 24 ] |
| Asociación de Críticos de Chicago        | Mejor dirección de arte            | Diseño de producción: Dennis Gassner                                          | Nominada  | [ 25 ] |
| Asociación de Críticos de Chicago        | Mejor dirección de arte            | Decoradora: Anna Pinnock                                                      | Nominada  | [ 25 ] |
| Crítica de St. Louis                     | Mejor música soundtrack            | Mejor música soundtrack                                                       | Nominada  | [ 26 ] |
| Crítica de Detroit                       | Mejor reparto                      | Mejor reparto                                                                 | Nominados | [ 27 ] |
| Crítica de San Diego                     | Mejor dirección de arte            | Diseño de producción: Dennis Gassner                                          | Nominada  | [ 28 ] |
| Crítica de San Diego                     | Mejor dirección de arte            | Decoradora: Anna Pinnock                                                      | Nominada  | [ 28 ] |
| Kids Choice Awards                       | Mejor Villano                      | Meryl Streep                                                                  | Nominada  | [ 28 ] |
| MTV Movie Awards                         | Mejor Villano                      | Meryl Streep                                                                  | Ganadora  |        |